# アブラミミズ
アブラミミズ（油蚯蚓、脂蚯蚓）は、淡水に棲むごく小型のミミズ類である。剛毛がはっきりしており、一見ではミミズとは思えない。

## 概説
アブラミミズは、貧毛綱アブラミミズ科に属する動物の総称である。体長はせいぜい数mm、肉眼で見えなくはないが、細くて透明なため、ガラス容器にいれて壁を這っているのが糸屑状に見えるのがやっとである。
顕微鏡下で見ると、今度はやや大きすぎ、あっと言う間に視野の外へ這い出してしまう。全身がほぼ透明で、体節はあまりはっきり区別できない上、剛毛の束が体の幅ほどに左右に突き出しているため、一般的なミミズの印象とはかなり異なる動物である。しかし体節制があり、疣足がなく、剛毛束が並ぶのは、ミミズの基本的特徴と一致するものである。

## 特徴
体の先端はやや幅が広がり、偏平になっている。この部分は口前葉にあたり、他の貧毛類ではもっと退化している。アブラミミズの場合はこの部分は幅広く平たくなり、その縁や裏面に繊毛を持っており、これで周りを探り回ったり、全身の移動にもこれが使われている。その他に触角や眼点など目立った感覚器などもなく、頭らしい特徴はあまりない。
体は細長く、体節は明らかには判別できないが、せいぜい10節程度をもつ。表皮には丸い粒状の油滴がまばらに含まれているものが多い。その色によって種の判別ができるものもある。胴部には左右の対に剛毛の束がある。これらは体の幅ほどの長さのものとその半分以下の短いものがそれぞれ数本ずつ集まった束になっており、扇型に広げることができる。剛毛束は各体節に4つ、背面に一対と腹面に一対があるが、それらはほぼ同じである。剛毛束を構成する剛毛はすべて毛状のもので、他のミミズ類に見られる鉤状のものはない。また、これらは体内に引き入れることができる。

## 生殖
分裂によって無性生殖をすることができる。時には、分裂したものがつながって移動する連鎖体が見られる。

## 生態
富栄養の浅い水域、池や水田などでもよく見かける。水草や藻類、あるいは沈殿物の間などで見かけることが多い。水中に遊泳することはない。

## 種類
ほとんどが Aelosoma に属する。日本からは4種が知られ、最もよく見られるのは前2種である。
ベニアブラミミズ Aeolosoma hemprichi Ehrenberg
表皮の油滴が紅色。皮下には紅色、黄色、緑色の油滴を含む。世界に広く分布し、池沼などの他に上水道や地下水からも見つかることがある。
ミドリアブラミミズ Aelosoma bengalense Stephenson
油滴が緑色。
ヤマトアブラミミズ Aelosoma japonica Yamaguchi
油滴が黄色。
Aelosoma niveum Leydig
油滴が黄色から無色。口前葉が胴体より狭い。